# Школьников Юхим Григорович
Юхим Григорович Школьников (нар. 31 січня 1939 — пом. 3 вересня 2009) — український футболіст і тренер, майстер спорту, заслужений тренер України.
Виступав у команді «Десна» (Чернігів) — 1960–1968. Тренував команди «Хімік» (Чернігів), «Десна» (Чернігів), «Нива» (Вінниця), «Буковина» (Чернівці), «Тилігул» (Тирасполь, Молдова), «Полісся» (Житомир).
Був старшим тренером команди «Система–Борекс» (Бородянка). Працював начальником команди ФК «Черкаси» та спортивним директором чернігівської «Десни».

## Кар'єра
З 1960 року грав за чернігівську "Десну" (спочатку "Авангард"). У 1965 році, під час турне у складі збірної України по Індії, Бірмі та Таїланду (забив 8 голів), отримав запрошення від Миколи Старостіна перейти до московського "Спартака", але вирішив залишитися у своїй чернігівській команді. 
У 1963 році після повернення з чернігівської "Зірки" Школьніков став улюбленцем публіки, якого чернігівські вболівальники називали "Фіма, давай".
У 1976 році як тренер аматорського ФК "Хімік Чернігів" він виграв чемпіонат Чернігівської області з футболу в 1976 році. Через рік, у 1977 році, було відновлено ФК "Десна" Чернігів.

## Тренерські досягнення
- Чемпіон УРСР серед колективів фізкультури (1970)
- Бронзовий призер чемпіонату УРСР серед колективів фізкультури (1976)
- Чемпіон УРСР – друга ліга СРСР (1984, 1988)
- Срібний призер чемпіонату УРСР – друга ліга СРСР (1982, 1985, 1989)
- Бронзовий призер чемпіонату УРСР – друга ліга СРСР (1983)
- Переможець турніру серед команд західної зони – друга ліга СРСР (1990)
- Переможець турніру серед команд першої ліги (сезон – 1992/1993)
- Срібний призер турніру серед команд першої ліги (сезон – 1995/1996)
- Переможець турніру серед команд другої ліги (1996/1997, 2000/2001)
- Володар Кубка другої ліги України (2000/2001).

Останні роки життя Юхим Школьников довго хворів, переніс операцію на серці. Юхим Григорович переселився в США до своєї родини. Але 2009 він відвідав рідний Чернігів, а також Чернівці і Вінницю — міста, в яких пройшли найкращі роки тренерської діяльності.